# Bucoliques
Les Bucoliques (ou Églogues) sont un recueil du poète latin Virgile, paru en -37,. Elles sont composées de dix pièces rédigées en hexamètres dactyliques. Virgile est le premier auteur latin à adopter cette forme poétique : il s’inspire d’un auteur grec du IIIe siècle av. J.-C., Théocrite. Virgile les composa entre -42 et 39 av. J.-C. Ces églogues sont de courts dialogues entre bergers, sur le modèle de la poésie pastorale grecque, quoiqu'à ces imitations soient mêlées quelques allusions aux événements politiques contemporains : ainsi, dans la quatrième églogue, le poète annonce un nouvel Âge d'or, glorifiant Auguste, le futur empereur, dont il attend l'instauration d'une ère de paix.
Cette œuvre est subdivisée en dix églogues.

## Composition de l'œuvre
Les Bucoliques sont composées de dix églogues soit 830 vers en hexamètres dactyliques. Il existe un ordre d'équilibre dans les Bucoliques qui permet de donner à chacune des églogues une place particulière dans l'œuvre.
Les églogues 1 et 9 traitent toutes les deux de l'expropriation liée au contexte de guerre des années -40 dans la Rome antique à la suite de la bataille de Philippes.
Les églogues 2 et 8 mettent en scènes des amants malheureux.
Les églogues 3 et 7 sont fondées sur le dialogue poétique et le chant amébée.
Les églogues 4 et 6 évoquent de grandes théories et prophéties : la bucolique 4 s'intéresse à l'Âge d'or tandis que la sixième explique la création du monde selon Épicure.
L'ajout plus tardif de la dixième églogue confère à la cinquième bucolique une place centrale dans l'œuvre. Cette hypothèse de Paul Maury semble vérifiée par l'équilibre entre le nombre de vers de chaque bucolique :
- Les églogues 1, 2, 3 et 4 totalisent 330 vers.
- Les églogues 6, 7, 8, et 9 en ont 333.

D'autres mesures du nombre de vers confirment l'architecture étonnante des Bucoliques :
- Les églogues 1, 9, 2, 8 comptabilisent 333 vers ; tandis que les bucoliques 3, 7, 4, 6 en ont 330
- Les églogues 1, 9 et les églogues 4, 6 ont respectivement 150 et 149 vers ; les églogues 2, 8 et les églogues 3, 7 totalisent respectivement 183 et 181 vers.

On peut également voir une composition pythagoricienne de l'œuvre de Virgile, car celui-ci aurait suivi l'enseignement de Publius Nigidius Figulus, un néopythagoricien. Sous cet angle les Bucoliques peuvent être vues comme un parcours spirituel élevant l'homme de l'injustice (églogues 1 et 9) à la passion amoureuse (2 et 8), pour atteindre par la musique poétique (3 et 7) puis la musique surnaturelle des prophéties (4 et 6) la plénitude ou ataraxie (5). Le chiffre 10, isolé, rappellerait la Tétractys pythagoricienne, symbole de la structure du monde.

## Situation de l'œuvre
Virgile écrivit les neuf premières églogues de -42 à -39 puis en -37 il ajouta la dixième bucolique. Les Bucoliques  évoquent la vie de bergers dans les campagnes romaines près de Mantoue (ville d'origine de Virgile). L'auteur a en fait transposé l'Arcadie dans sa région natale, et les bergers romains sont devenus de véritables poètes arcadiens, ce qui donne une connotation surnaturelle aux Bucoliques. Les sujets abordés n'en sont pas moins authentiques et actuels. De nombreuses références à des événements historiques parsèment les poèmes :
- En 44 av. J.-C., l'assassinat de Jules César puis la commémoration de sa mort inspira peut- être la cinquième églogue[6].
- En 41 av. J.-C., à la suite de la guerre, Octave et Antoine procèdent à des expropriations pour récompenser les vétérans. Virgile est alors dépossédé du domaine familial, mais il le récupèrera grâce à l'un ou l'autre de ses protecteurs (Pollion, Mécène, Gallus, voire Octave, selon ses biographes antiques) ; ceci est raconté dans la première et neuvième églogues.
- En 40 av. J.-C., la paix de Brindes permet d'espérer un nouvel âge d'or comme en témoigne la quatrième églogue ; cette églogue est également dédiée à Asinius Pollion, ami puissant de Virgile[7].
- Virgile était devenu ami du successeur de Pollion, Caius Cornelius Gallus, d'un an son cadet, poète élégiaque réputé, auteur de quatre livres d'Amores, évoqué dans la sixième Bucolique (v. 64)[8] et dédicataire de la dernière.

## Résumé de l'œuvre

### Première églogue
Les deux personnages en présence sont Tityre et Mélibée, la scène prend place dans un décor champêtre, aux alentours de -40. Les deux protagonistes sont des bergers : Tityre, un affranchi âgé, Mélibée, un propriétaire dépossédé.
Cette première églogue est, en fait, un éloge adressé à Octave, futur empereur Auguste (Marot reprendra ce passage dans sa traduction de l’Adolescence clémentine, en pensant, lui, à François Ier : « Là (pour certain) en estat triumphant (O Melibée) je vey ce jeune Enfant : Au los de qui nostre Autel par coustume, Douze foys l’An en sacrifice fume »), sans que son nom soit explicitement mentionné. Il est dans cette bucolique vu comme une divinité protectrice :
| Hic illum vidi, juvenem, Meliboee, quotannis bis senos cui nostra dies altaria fumant. | Alors j'ai vu, Mélibée, ce jeune homme pour qui, chaque année, douze jours par an, fument nos autels. |

Le thème abordé dans cette églogue est l'expropriation des terres dont est victime Mélibée en opposition à Tityre à qui on a laissé son domaine. Mélibée se lamente, contraint à l'exil.

### Deuxième églogue
Cette deuxième églogue est un chant amoureux mettant en scène Corydon, un berger qui déclame son amour pour Alexis ainsi que sa souffrance. Vers la fin de l'églogue, sans condamner la nature de la passion de Corydon, l'auteur suggère de revenir aux activités nécessaires à son métier, disant qu'un Alexis pourra être remplacé par un autre Alexis.
Cette églogue est inspirée de l'Idylle 11 des Idylles de Théocrite appelé chant du Cyclope.

### Troisième églogue
Cette églogue écrite en stichomythie théâtrale narre le défi des deux bergers Ménalque et Damète se disputant pour savoir qui est le meilleur poète. Pour se départager ils font appel à Palémon qui sera l'arbitre de leur joute poétique appelée chant amébée.
Virgile s'est une nouvelle fois inspiré de Théocrite dans l'idylle 5 et 8 des Idylles intitulées respectivement Chevrier et berger et Les chanteurs bucoliques.

### Quatrième églogue
La quatrième églogue, sans doute la plus célèbre, est très différente des autres puisque dès les premiers vers Virgile annonce qu'il « va élever le ton » : c'est un poème officiel, un chant fondateur, un discours messianique et prophétique.
| Sicilides Musae, paulo majora canamus. | Muses de Sicile, élevons un peu le sujet de nos chants |

Le chant annonce l'arrivée d'un nouvel Âge d'or à la suite de la naissance d'un enfant. De nombreuses spéculations ont été faites sur l'identité de cet enfant : certains ont même vu en cette églogue une prophétie sur la venue du Christ. D'autres, de par le contexte historique, pensent qu'il s'agirait d'Octave. Le secret donne au récit un caractère intemporel.

### Cinquième églogue
La cinquième églogue est marquée par la mort de Daphnis, un berger et poète. Un chant amébée puis une apothéose sont alors donnés par Mopsus et Ménalque (deux poètes) pour célébrer sa mémoire. L'identité de Daphnis reste floue, il peut évoquer le héros bucolique du même nom (Daphnis) mais certaines interprétations font de ce personnage le double de Jules César, au vu du contexte historique (César est mort en 44 av. J.-C.) et des allusions implicites dans le texte. Par exemple, lors de la commémoration de la mort de César une comète a été observée, allusion que l'on retrouve, sous-entendue, dans le texte :
| Daphnimque tuum tollemus ad astra; Daphnim ad astra feremus. | et nous élèverons ton cher Daphnis jusqu'aux astres; Daphnis! Jusqu'aux astres nous le porterons |

L'épitaphe de Mopsus, qui précède ce passage, évoque également les étoiles, ce qui confirmerait l'hypothèse que Daphnis et César ne font qu'un. Cette églogue s'inspire des première et septième idylles de Théocrite.

### Sixième églogue
La sixième églogue raconte la rencontre entre deux bergers, une naïade Églé, et le satyre Silène. Silène est endormi lorsqu'il est surpris par les deux bergers et la naïade. Ceux-ci l'enchaînent alors puis l'obligent à chanter. Silène raconte alors la formation du monde selon Épicure et divers mythes, comme celui de Pyrrha ou fait référence à Pasiphaé.

### Septième églogue
Dans cette églogue Mélibée, après hésitation, assiste au chant amébée de Corydon et Thyrsis, bergers d'Arcadie. Les deux poètes chantent alors leurs amours.

### Huitième églogue
La huitième églogue débute une nouvelle fois par deux chants, composés ici par le berger Damon et la paysanne Alphésibée. Désespéré et suicidaire, le premier se lamente car Nysa ne l'aime pas. Quant à la seconde, elle se livre à des incantations magiques pour tenter d'obtenir le retour auprès d'elle de son amant Daphnis, qui l'a trahie. Cette églogue est empruntée à l'idylle 2 appelée Les Magiciennes de Théocrite dans les Idylles.

### Neuvième églogue
L'églogue neuf qui fait écho à la première églogue des Bucoliques est marquée par le dialogue entre deux personnages, Moeris et Lycidas, qui s'éloignent de la campagne et conversent en marchant. Moeris raconte à Lycidas les malheurs de Ménalque, dépossédé de ses biens.

### Dixième églogue
Dans la dixième et dernière églogue, Virgile s'adresse directement à la nymphe Aréthuse pour qu'elle l'aide à chanter les mésaventures amoureuses de Gallus. Celui-ci, torturé par le souvenir de Lycoris, exprime un amour désespéré, qu'il ne pourra jamais oublier.

## Citations
« Omnia vincit Amor: et nos cedamus Amori »
— Bucoliques, Virgile, églogue X, vers 69

« l'Amour triomphe de tout ; nous aussi, plions devant l'Amour »

— Traduction d'Eugène de Saint-Denis
Phrase prononcée par Gallus, torturé par le souvenir de Lycoris, celle qu'il aime.

## Les emprunts dans lesBucoliques
La grande partie des emprunts effectués par Virgile concerne les Idylles de Théocrite. Virgile s'en est inspiré en enlevant les allusions grossières présentes, parfois, dans l'œuvre de Théocrite.
Le tableau ci-dessous indique tous les emprunts effectués par Virgile dans les Bucoliques.
| Églogues de Virgile                                                    | Emprunts effectués                                                                 |
| ---------------------------------------------------------------------- | ---------------------------------------------------------------------------------- |
| Églogue 1 (éloge à Auguste et expropriations)                          | Emprunts parcellaires aux Idylles de Théocrite                                     |
| Églogue 2 (Chant amoureux de Corydon à Alexis)                         | Idylles 3 et 11 (également des chants amoureux)                                    |
| Églogue 3 (Dispute et chant amébée entre deux bergers)                 | Idylles 5, 8 et 4 (également une dispute suivie d'un chant amébée pour l'idylle 5) |
| Églogue 4 (Naissance d'un enfant puis Âge d'or)                        | Légers emprunts à Hésiode : Mythe des cinq races et Catulle : poème 64             |
| Églogue 5 (mort et apothéose de Daphnis)                               | Idylles 1 (Les Circonstances de la mort de Daphnis)                                |
| Églogue 6 (Silène enchaîné raconte les mythes et la création du monde) | Légers emprunts au de Rerum Natura de Lucrèce Livre 5 (passim)                     |
| Églogue 7 (chant amébée de deux bergers)                               | Idylles 8 et 9 (également des chants amébées)                                      |
| Églogue 8 (Désespoir amoureux puis incantations magiques)              | Idylle 2 (rituels magiques grecs)                                                  |
| Églogue 9 (Expropriations)                                             | Idylle 7 (Rencontre courtoise entre deux bergers)                                  |
| Églogue 10 (amours malheureuses de Gallus)                             | Idylle 1 (Amour désespéré et douleur de la Nature)                                 |

Malgré ces emprunts nombreux l'œuvre de Virgile reste tout à fait inédite et est l'un des exemples les plus marquants de la poésie pastorale dans l'Antiquité. De plus les églogues 4, 6 et l'apothéose de Daphnis, qui sont au centre de l'œuvre, n'ont quasiment pas été empruntées.

## Postérité de l'œuvre

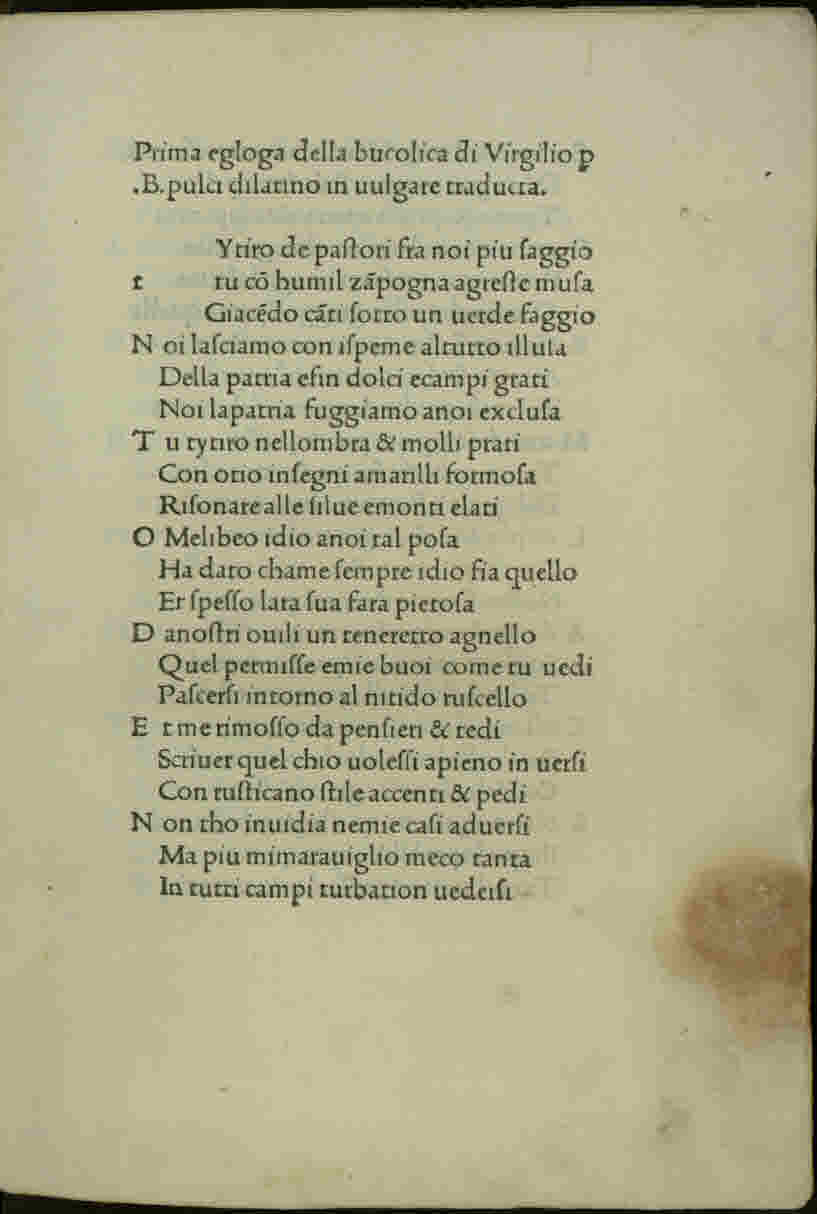
Bucolica (1481)

### Annonce d'un nouvel âge d'or
Une légende médiévale bâtie sur une lecture chrétienne de la IVe églogue des Bucoliques annonçant la naissance d'un enfant initiateur d'un nouvel âge d'or. Le Mirabilia Urbis Romae, guide de Rome du milieu du XIIe siècle, affirme que la basilique Santa Maria in Aracoeli est construite sur l'emplacement d'un autel portant l'inscription Ara primogeniti Dei (« premier-né de Dieu ») qu'Auguste aurait élevé à l'endroit où la sibylle de Tibur lui prophétisait la venue du Christ.

### Influence desBucoliques
Les Bucoliques firent la célébrité de Virgile dès leur parution. Elles étaient déclamées avec succès au théâtre. Comme les deux autres poèmes de Virgile elles ont traversé les siècles et influencèrent un grand nombre d'auteurs. Ainsi Calpurnius Siculus au Ier siècle apr. J.-C., Némésien au IIIe siècle s'inspirèrent de Virgile et reprirent des personnages des Bucoliques.
Au Moyen Âge, Virgile fut largement exploité. À partir d'une lecture christologique de la quatrième églogue, on fit de cet auteur un prophète annonçant la venue imminente du Christ. Dante Alighieri composa des églogues et des épitres adressées à Jehan de Virgile. Au Quattrocento l'humaniste néo-platonicien Ange Politien écrit Manto, en vers latins afin de préparer ses élèves à suivre son cours sur les Bucoliques. Il y avait écrit : « Tant que le souffle alterné de Téthys fluera et refluera, Tant que les éléments mêlés prendront forme alternée,
Toujours sera immortelle la gloire du grand Maron (v. 343-345). À partir du XVIe siècle, la poésie pastorale se développa à nouveau, et les Bucoliques inspirèrent les auteurs comme Giovanni Pontano et Jacopo Sannazaro, auteur de L'Arcadie, qui donnera naissance en France au roman pastoral. Au XVIIIe siècle où la « bergerie » est à la mode, André Chénier publia ses propres Bucoliques s'inspirant du modèle de Virgile.

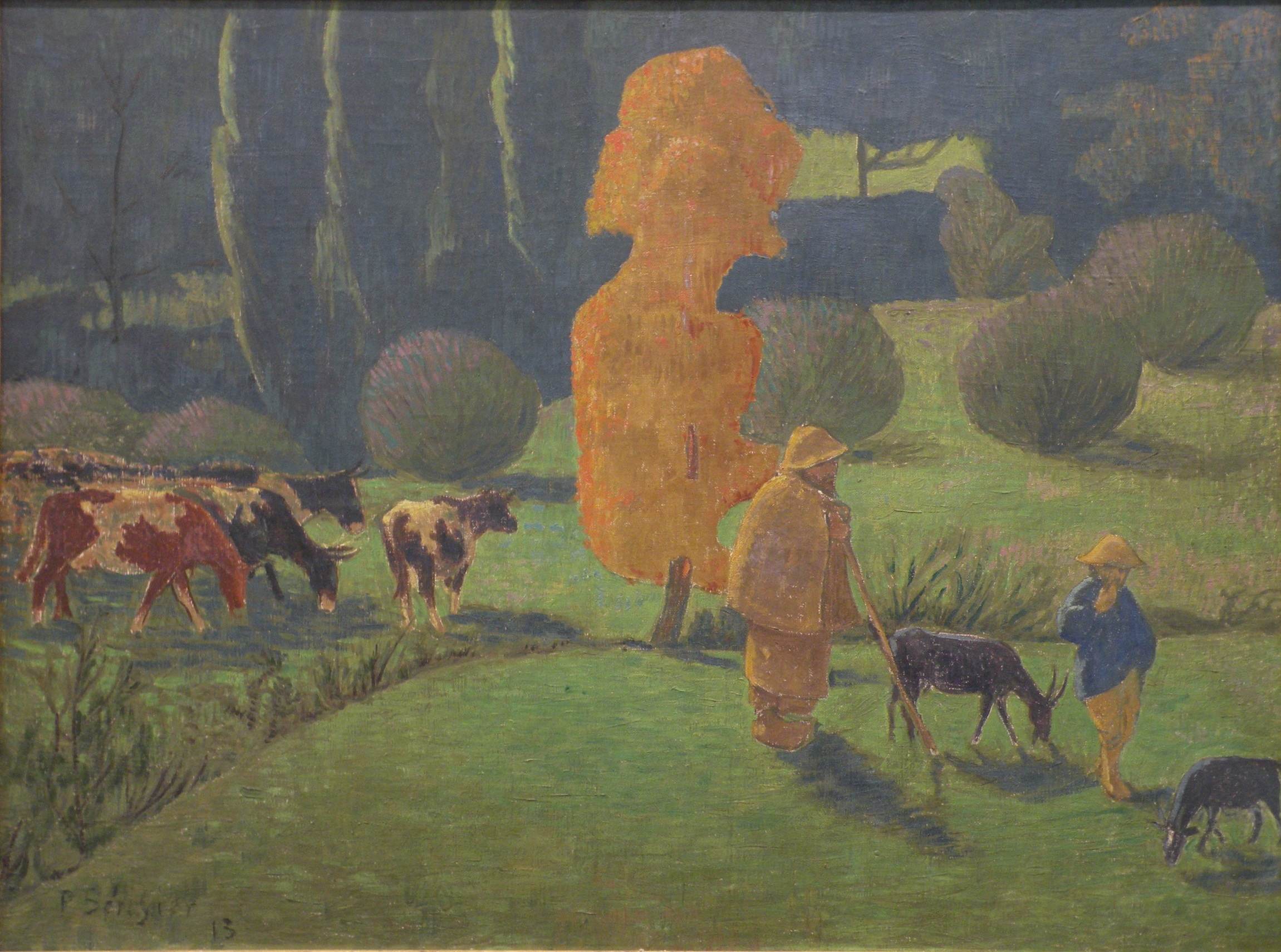
Le Berger Corydon, par Paul Sérusier en 1913.

Les Bucoliques  ont aussi inspiré les peintres, comme Nicolas Poussin, auteur de deux tableaux sur le thème des Bergers d'Arcadie. Paul Sérusier a aussi réalisé des peintures inspirées par l'œuvre.
Les églogues de Virgile ont également un certain aspect historique et Carcopino s'y intéressa en 1930, notamment en analysant la quatrième églogue. En 2012 et 2013, les Bucoliques ont été inscrites au programme de latin au baccalauréat français ce qui témoigne de la capacité de l'œuvre à dépasser les siècles.

### Réinterprétation alchimique desBucoliques
« Virgile [...] est parfois associé à l'alchimie au Moyen Âge, notamment dans la Pretiosa margarita novella de Petrus Bonus », puis très souvent à la Renaissance, chez des auteurs tels que Augurelle, Robert Duval, Jean d'Espagnet, Paracelse, Maïer, enfin plus récemment, au XVIIIe siècle, chez le bénédictin Pernety. La quatrième églogue, en particulier, est abondamment commenté par les philosophes. .

### Traductions de l'œuvre
Ceci est une liste non exhaustive des traductions françaises de 1510 à 1958 :
- Traduction en vers de la Ire Bucolique par Clément Marot (1512)
- Traduction en vers de Jean-Baptiste Gresset (1743)
- Traduction en vers de Jacques Delille (1806), rééditée en 1951 par Philippe Gonin, Paris, illustration de bois gravés par Lucile Passavant.
- Traduction en vers de Firmin Didot (1806)
- Traduction en vers de Victor Hugo (1816)
- Traduction en vers de Pierre-François Tissot (1822)
- Traduction en vers de Charles-Hubert Millevoye (1822)
- Traduction en prose de Désiré Nisard (1850)
- Traduction en prose de Maurice Rat (1932), fréquemment rééditée
- Traduction en vers des églogues I et IV de Henri Laignoux (1939)
- Traduction de Henry Charpentier de l'Académie Mallarmé (1946), éditions Galatea, Paris, illustration de lithographies par René Demeurisse
- Traduction en vers de Paul Valéry (1956)
- Traduction en vers de Marcel Pagnol (1958)